# Ronov (Ořechov)
Ronov (německy Ronow) je část obce Ořechov v okrese Žďár nad Sázavou. Nachází se na západě Ořechova. V roce 2009 zde bylo evidováno 43 adres. V roce 2001 zde trvale žilo 97 obyvatel.
Ronov leží v katastrálním území Ořechov u Křižanova o výměře 5,34 km2.

## Historie
První písemná zmínka o vsi pochází z roku 1846.

## Pamětihodnosti
- Kaple sv. Antonína Paduánského
- Vladycká tvrz

## Galerie

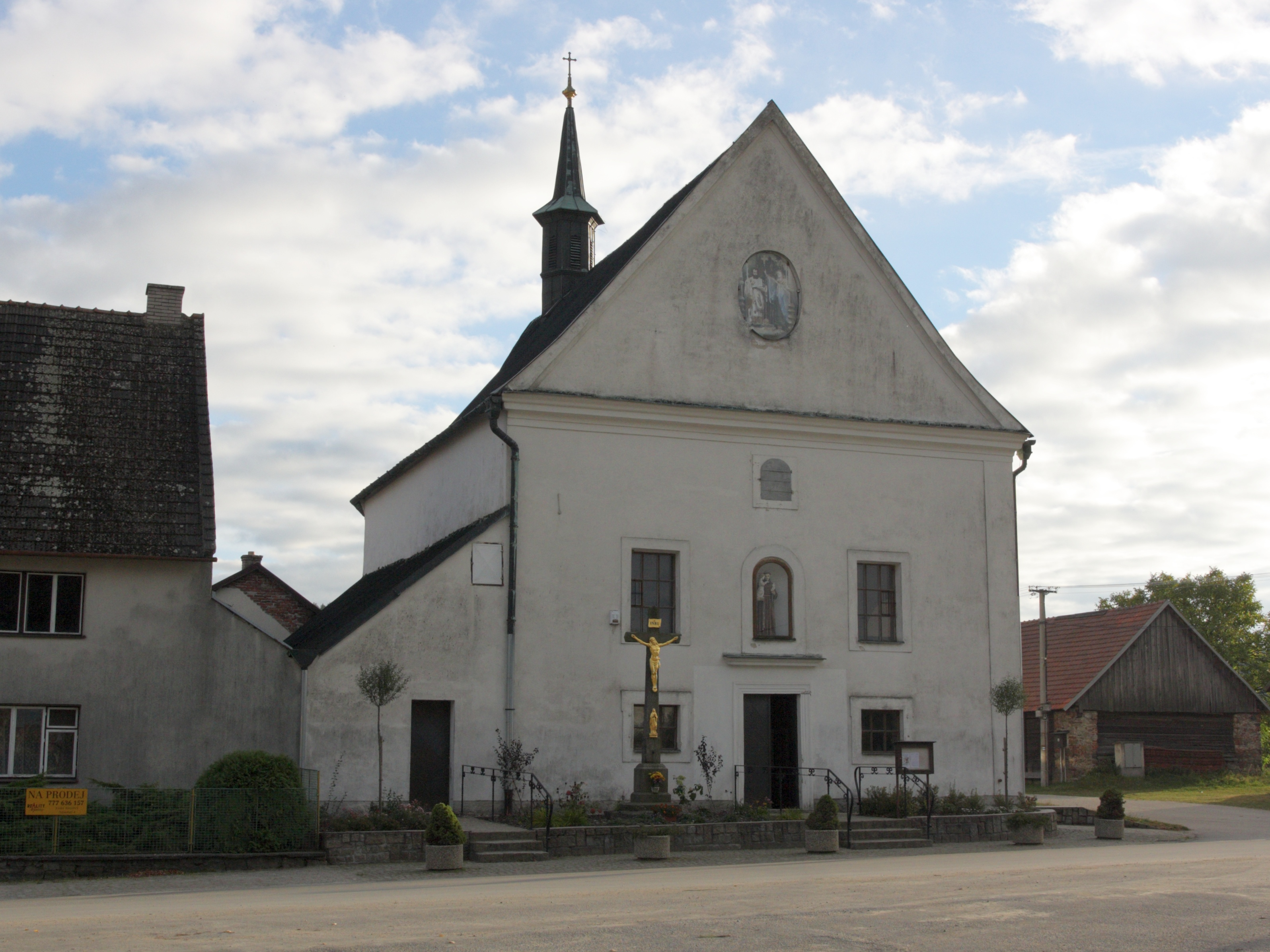
kaple sv. Antonína Paduánského
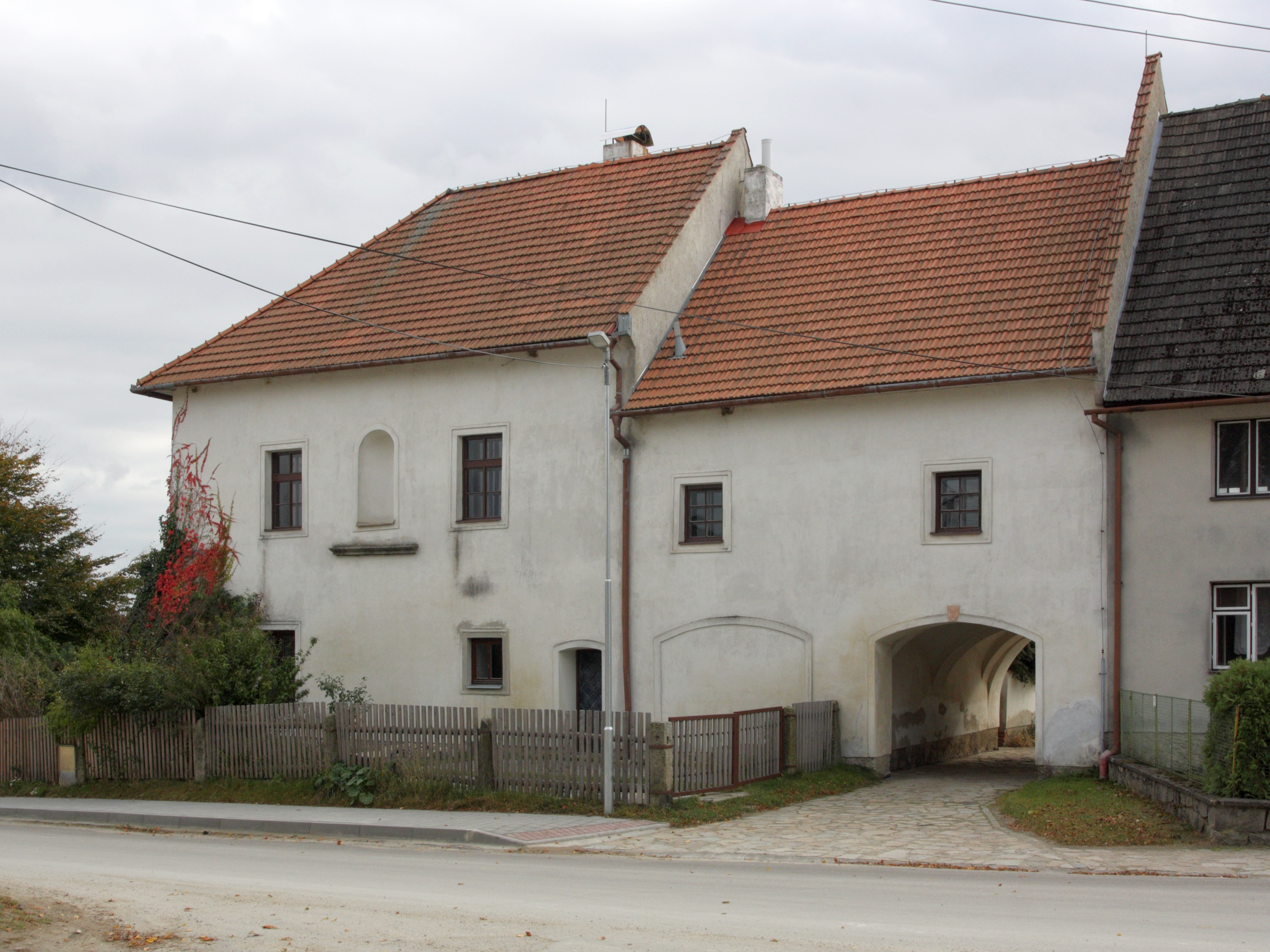
vladycká tvrz čp. 5
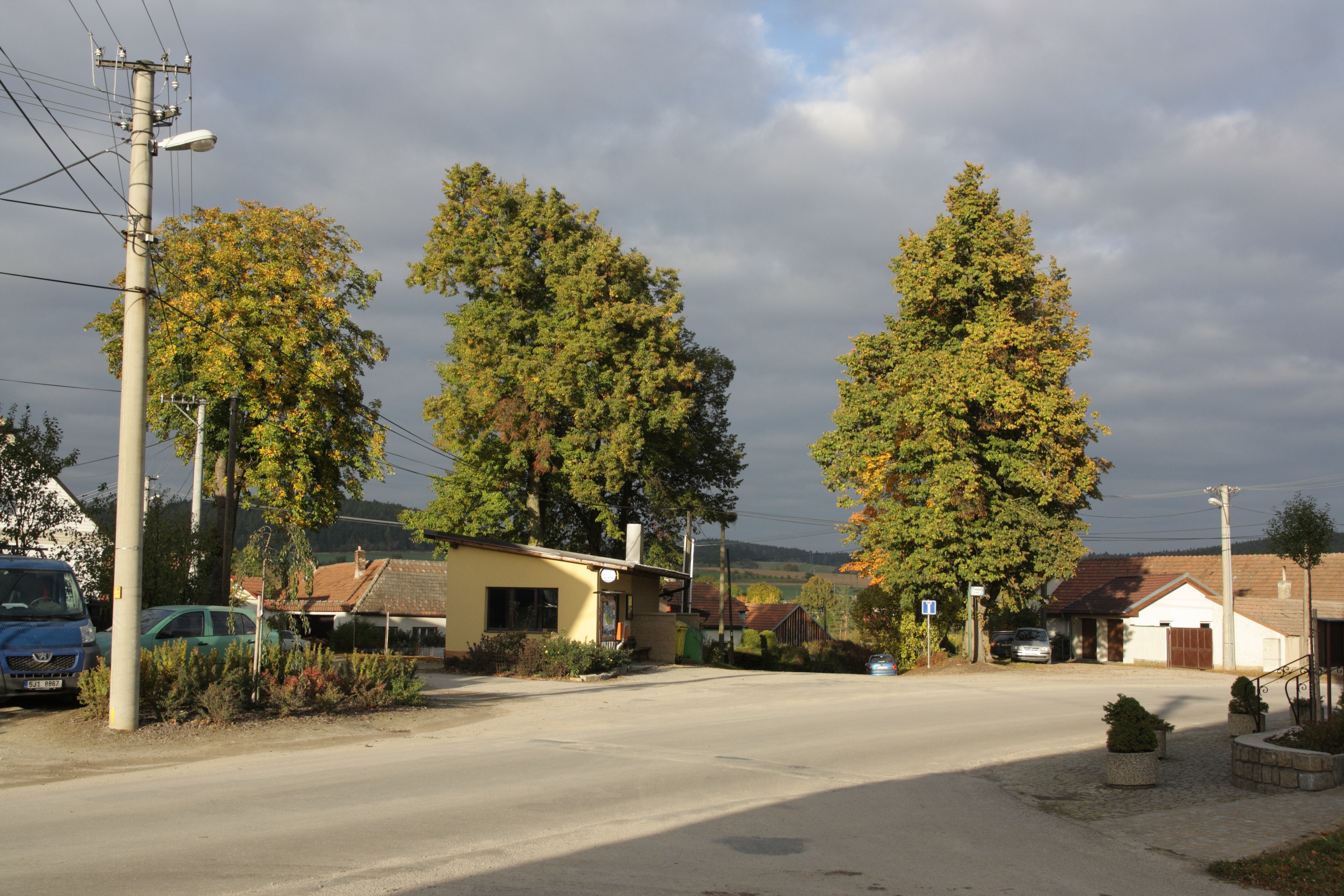
náves s lipami
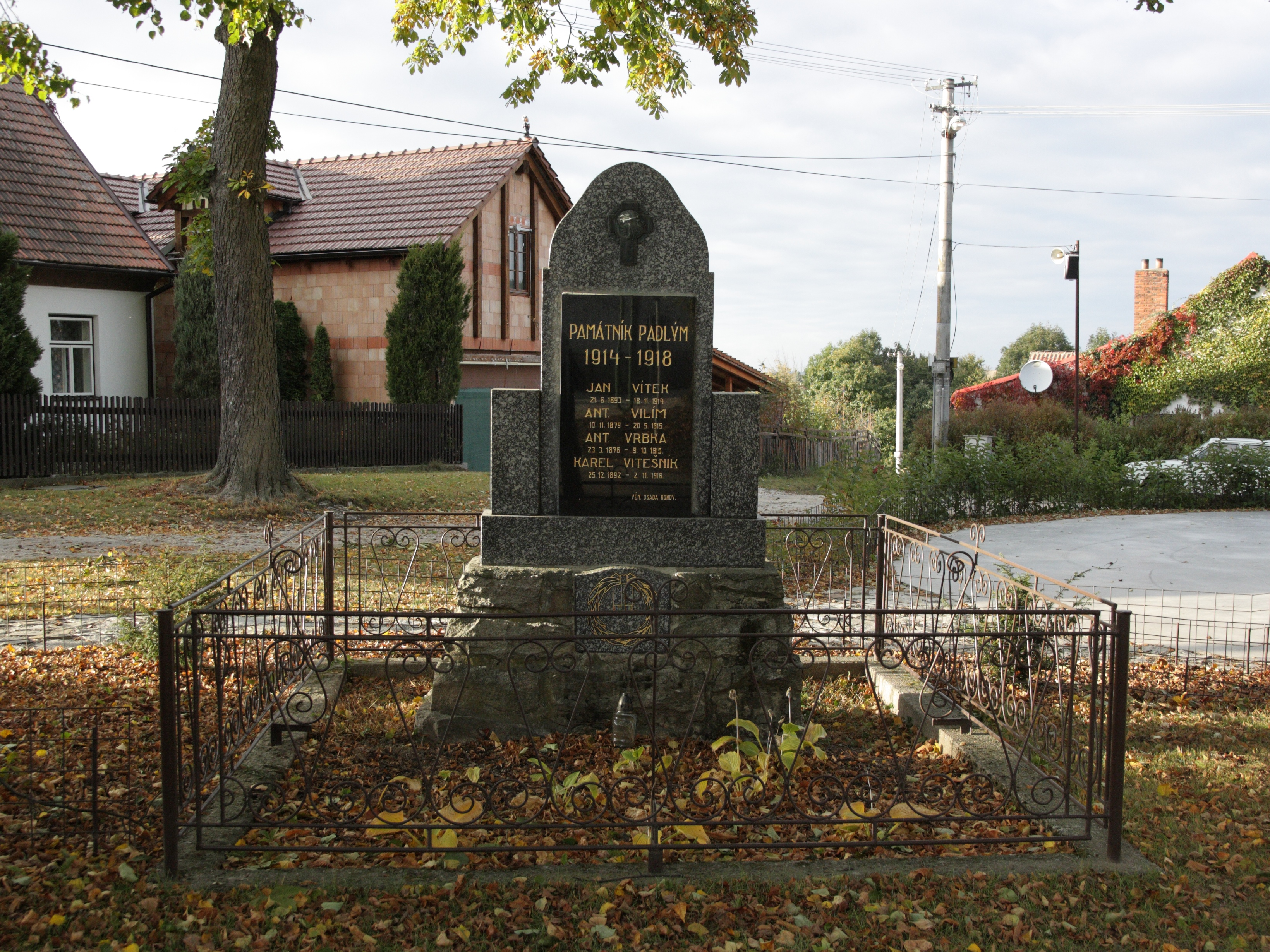
pomník padlým